# N̊
Cette page contient des caractères spéciaux ou non latins. S’ils s’affichent mal (▯, ?, etc.), consultez la page d’aide Unicode.
N̊ (minuscule : n̊), appelé N rond en chef, est une lettre latine utilisée dans utilisé dans la romanisation du manchou d’Erich Haenisch (en). Elle est formée de la lettre N diacritée d’un rond en chef.

## Utilisation
Erich Haenisch utilise N rond en chef ‹ n̊ › dans la translittération du manchou.

## Représentations informatiques
Le n rond en chef peut être représenté avec les caractères Unicode suivants :
| Formes    | Représentations | Chaînes de caractères | Points de code | Descriptions                                       |
| --------- | --------------- | --------------------- | -------------- | -------------------------------------------------- |
| majuscule | N̊               | N◌̊                    | U+004E U+030A  | lettre majuscule latine n diacritique rond en chef |
| minuscule | n̊               | n◌̊                    | U+006E U+030A  | lettre minuscule latine n diacritique rond en chef |